# Srđan Jovanović (arbitro)
Srđan Jovanović (in serbo Срђан Јовановић?; Belgrado, 9 aprile 1986) è un arbitro di calcio serbo.

## Carriera
Selezionato ufficialmente per il campionato europeo di calcio Under-21 2019 in Italia e San Marino, esordisce arbitrando il match della fase a gironi tra Inghilterra e Francia.
Il maggio 2022 è quarto ufficiale nella finale di Europa League 2021-22 Eintracht Francoforte-Rangers, diretta dallo sloveno Slavko Vinčić.